# Melchor Ocampo, Campeche
Melchor Ocampo är en ort i Mexiko.   Den ligger i kommunen Campeche och delstaten Campeche, i den östra delen av landet, 900 km öster om huvudstaden Mexico City. Melchor Ocampo ligger 32 meter över havet och antalet invånare är 983.
Terrängen runt Melchor Ocampo är platt, och sluttar brant västerut. Runt Melchor Ocampo är det glesbefolkat, med 17 invånare per kvadratkilometer. Melchor Ocampo är det största samhället i trakten. I omgivningarna runt Melchor Ocampo växer i huvudsak lövfällande lövskog.